# Abishag Semberg
Abishag Semberg –en hebreo, אבישג סמברג, también escrito como Avishag Semberg– (16 de septiembre de 2001) es una deportista israelí que compite en taekwondo.
Participó en los Juegos Olímpicos de Tokio 2020, obteniendo una medalla de bronce en la categoría de –49 kg. Ganó una medalla de plata en el Campeonato Europeo de Taekwondo de 2022.

## Palmarés internacional
| Juegos Olímpicos   | Juegos Olímpicos         | Juegos Olímpicos  | Juegos Olímpicos |
| Año                | Lugar                    | Medalla           | Categoría        |
| ------------------ | ------------------------ | ----------------- | ---------------- |
| 2020               | Tokio (Japón)            | Medalla de bronce | –49 kg           |
| Campeonato Europeo |                          |                   |                  |
| Año                | Lugar                    | Medalla           | Categoría        |
| 2022               | Mánchester (Reino Unido) | Medalla de plata  | –49 kg           |